# Trini Lopez
Pour les articles homonymes, voir Lopez.
Trini Lopez (nom de scène de Trinidad Lopez III) est un chanteur et guitariste de pop, rock et folk américain d'origine mexicaine né le 15 mai 1937 à Dallas et mort le 11 août 2020 à Palm Springs. 
Il fut très populaire dans les années 1960 et est resté célèbre pour sa version de If I Had a Hammer.

## Biographie
Trini Lopez sort ses deux premiers albums à la fin des années 1950. Repéré par l'arrangeur Don Costa en 1962, il enregistre l'année suivante If I Had a Hammer, une reprise de Pete Seeger qui sera son plus grand succès, se classant no 3 dans les hit-parades. L'album Trini Lopez At PJ's sera disque d'or. En 1964, il passe en première partie à l'Olympia de Paris avec les Beatles en tête d'affiche et Sylvie Vartan.
Il appliquera plus ou moins toujours la même recette : des standards de la chanson (What'd I Say, La bamba, Shame And Scandal...) repris dans une ambiance de fête avec des cris et des applaudissements en fond sonore. Au cours de sa carrière, il aborde tous les styles musicaux dans des albums thématiques : The Latin Album, The Folk Album, The Love Album, Welcome To Trini Country, etc.
En 1967, il est acteur dans le film Les Douze Salopards de Robert Aldrich. En cours de tournage, son agent tente de renégocier le salaire de l'acteur/chanteur. Le réalisateur refuse et décide de faire mourir précocement et hors-écran le personnage, avant le début de l'action du commando-suicide.
En 1970, il interprète la chanson du générique d'ouverture (identique au titre original anglophone), du film  Le Reptile : There was a crooked man.
Il chantera, lors du Réveillon Rock'n Roll Show de 1994, sur TF1, en duo avec Dorothée, sa chanson If I Had a Hammer.
Trini Lopez continuait toujours à chanter jusqu'à son décès le 11 août 2020 à Palm Springs (Californie) des suites de la Covid-19,.

## Albums
- 1963  Live at PJ's
- 1963  More Trini Lopez Live at PJ's
- 1964  On the Move
- 1964  Live at Basin St. East
- 1964  The Latin Album
- 1965  The Folk Album
- 1965  The Love Album
- 1965  The Rhythm and Blues Album
- 1965  The Sing Along World of Trini Lopez
- 1965  Trini Lopez Live in South Africa
- 1966  Trini
- 1966  The Second Latin Album
- 1967  In London
- 1967  Now!
- 1968  It's a Great Life
- 1968  Welcome to Trini Country
- 1969  The Whole Enchilada
- 1969  The Trini Lopez Show
- 1970  Viva
- 1971  Trini Lopez Live in Tokyo
- 1977  Y Su Alma Latina
- 1978  Transformed By Time
- 1991  The 25th Anniversary Album
- 1998  Dance Party
- 2000  Aylole-Aylola
- 2001  Dance the Night Away
- 2002  Legacy: My Texas Roots
- 2005  Romantic and Sexy Guitars
- 2008  Ramblin' Man

(hors compilations et ré-enregistrements).

## Filmographie

### Cinéma
- 1965 : Les Inséparables (Marriage on the Rocks) de Jack Donohue : Trini Lopez
- 1966 : Opération Opium (Poppies Are Also Flowers) : Trini Lopez
- 1967 : Les douze salopards (The Dirty Dozen) : Pedro Jimenez
- 1970 : The Phynx : Trini Lopez
- 1973 : Antonio : Antonio Contreras

### Télévision
- 1968 : BP Super Show (série TV) : Trini Lopez
- 1971 : The Reluctant Heroes (téléfilm) : PVT. Sam Rivera
- 1971 : Adam-12 (série TV) : Père Xavier Rojas / Steve Hernandez
- 1977 : The Hardy Boys/Nancy Drew Mysteries (série TV) : Julio Ramirez